# Краљске песме
Краљске песме су народне обичајне песме у пиротском крају које су веома сродне са лазаричким обичајним песмама, које се певају у другим крајевима Србије и које се код Вука Караџића називају краљичким песмама.

## Извођачи и начин извођења
Краљске песме пева о Духовима група од осам девојака, од којих се прва, обучена у мушко одело и са сабљом у руци назива краљ, друга је краљица, а остале су без посебних назива.
Ове песме изводе девојке певајући и играјући, на сличан начин игри лазарица, идући по селу од куће до куће. Њихова игра се разликује од лазарица, по томе што, док игра, краљ држи у рукама уздигнуту сабљу, њоме управља игром и показује правац кретања играча.
Краљске песме су кратке, а певају се увек на исту мелодију.

## Намена
Краљске песме су намењене члановима домаћинства, али и дому, имању, стоци. Свака се песма завршава речју ’Ладо, Ладо!’ и  највероватније представља остатак од имена Ладе, богиње љубави у словенској митологији.